# Jurema Batista
Jurema Batista (nascida Jurema da Silva Batista, no Rio de Janeiro, em 11 de janeiro de 1957) foi indicada ao Prêmio Nobel da Paz em 2005, é uma política brasileira, feminista negra e ativista pelos direitos humanos, foi eleita vereadora em 1992, 1996, 2000 e deputada estadual em 2002, do Rio de Janeiro, pelo Partido dos Trabalhadores (PT). Nascida e criada no morro de Andaraí, graduou-se em Letras na Universidade Santa Úrsula, em 1980, dava aulas na comunidade de Andaraí, foi envolvendo-se com os problemas sociais que cercavam a comunidade, ocupando espaços de lideranças até atingir cargos na política institucional. Abriu a Comissão Parlamentar de Inquérito (CPI) sobre o Massacre da Candelária.

## Atuação política
Tornou-se líder comunitária após a morte de um morador homem negro trabalhador, confundido com um bandido pela polícia. Professora de português, sentiu o impacto em sala de aula após a morte do trabalhador, já que os alunos não viam perspectiva em continuar a estudar. Os homens da comunidade tinham medo de assumir posições de liderança e sofrerem perseguições. A comunidade sempre recorria a Jurema, já que era professora, vista como a "letrada". Em meio a essas circunstâncias, assumiu a posição de liderança. Criou-se, então, a  Associação de Moradores do Morro do Andaraí e Jurema tornou-se presidente, em intercâmbio e diálogo com a Associação de Moradores da Praça Saens Pena, onde Chico Alencar era presidente a época.
Foi ganhando visibilidade na atuação política através de seu engajamento em situações como essas. Ao presenciar um morador ser preso pela polícia por andar sem documento, foi detida e uma multidão protestou em frente à delegacia com a mote "Jurema Guerreira" até ela ser liberada. Participou do processo de trazer luz elétrica para a comunidade de Andaraí, que foi a primeira comunidade do Rio de Janeiro a receber luz elétrica e presenciou emocionada uma Travessa ser batizada com o nome de sua mãe: Travessa Raimunda Astrogilda. No governo de Marcelo Alencar, conseguiu abrir uma creche chamada Centro Comunitário Winnie Mandela.
Em 1994, foi presidente da Comissão dos Direitos Humanos da Alerj [Assembleia Legislativa do Rio de Janeiro]. Foi ativa na denúncia dos casos do Massacre da Candelária  e da Morte na comunidade de Acari. Abriu uma Comissão Parlamentar de Inquérito (CPI),  no caso da Candelária e, durante o processo de investigação desses casos, dois de seus assessores foram assassinados (Reinaldo e Hermógenes), Jurema sofreu muito nesse período.
Em 2007, presidiu a FIA (Fundação da Infância e Adolescência). Aprovou o projeto Casa de Sara em convênio com a comissão de direitos humanos da OAB, que dava suporte para mulheres grávidas jovens.

## Vida pessoal
Sofria injúrias raciais desde a tenra infância. Presenciou a discriminação que seu pai sofria devido a seus traços étnicos, sendo Jurema também atacada em sua aparência e negritude. Filha de trabalhadora doméstica, começou a ler livros que eram dispensados pelas famílias das casas onde sua mãe trabalhava e, assim, tomou gosto pela leitura, já sendo marcada pelo elitismo da circunstância. Lutou para entrar no curso de Letras e subverter as estatísticas. Sua mãe a encorajou fortemente aos estudos, teve também a presença de sua tia, que foi uma fada-madrinha, assistindo Jurema da forma que podia para persistir na busca de em futuro melhor. Ao ingressar na universidade, passou a integrar o bloco afro Agbara Dudu, que tinha como presidente Vera Mendes, e  vivenciar atividades que contribuíram para a construção de uma identidade negra positiva. Foi jurada da noite de beleza negra e, posteriormente, disse se arrepender de não ter concorrido. Nesse processo, construiu sua auto-estima enquanto mulher negra, resistindo às falas pejorativas que escutou desde sua infância, passou a gostar e a valorizar seu cabelo crespo e se achar bonita.
Além disso, na juventude participou de clubes negros, que nasciam para contemplar a classe média negra que era discriminadas em outros espaços; o que a ajudou a construir sua negritude. Frequentou o Clube Renascença e presenciou o surgimento da primeira miss Brasil negra, Vera Lúcia Couto, o que impactou muito positivamente em sua auto-estima.
Na universidade, presenciou um debate entre Lélia Gonzalez e Carlos Alberto Medeiros, e a partir deste momento impactante, começou a ficar mais ativa no Movimento Negro. Começou a atuar em sala de aula com o método Paulo Freire, com influência de Frantz Fanon; Gilberto Freire; Simone de Beauvoir; Liv Ullmann, vivendo o momento fértil de reabertura democrática ao fim da Ditadura Militar.
Embora permaneça ativa politicamente, não ocupou nenhum cargo institucional desde seu mandato como deputada estadual, em 2002.
Jurema segue como referência no Movimento Negro do Brasil. Em 2011, lançou uma autobiografia: "Jurema Batista: sem passar pela vida em branco: memórias de uma guerreira". Jurema é mãe de três filhas: Viviane, Dandara e Nianuí.